# Elpidia glacialis
Elpidia glacialis és una espècie de cogombre de mar de la família Elpidiidae.
Es troba a profunditats abissals a l'oceà Àrtic, el mar de Barentsz, el mar de Kara i l'oceà Atlàntic Nord. Va ser descrita per primera vegada el 1876 pel zoòleg suec Johan Hjalmar Théel després d'haver recollit exemplars mentre acompanyava l'explorador Adolf Erik Nordenskiöld en una expedició que intentava trobar el Pas del Nord-est.

## Ecologia
En un estudi al mar de Groenlàndia, E. glacialis es trobava als vessants inferiors de la plataforma continental a profunditats d'uns 2.700 metres. Altres organismes que ocupaven el mateix hàbitat incloïen el lliri de mar Bathycrinus sp., l'aranya de mar Ascorhynchus abyssi, el braquiòpode Waldheimia cranium i el zoàntid Epizoanthus sp. El lliri de mar i el cogombre de mar van ser les espècies dominants presents, potser perquè els equinoderms poden adoptar diverses estratègies d'alimentació per adaptar-se a la disponibilitat de subministraments d'aliments.
En un altre estudi, a l'oceà Àrtic central, es va descobrir que la major part de la megafauna només es trobava dins d'un cert rang de profunditats, amb les úniques excepcions a això sent E. glacialis i el cargol nedador depredador Limacina helicina. La profunditat del fons marí a la zona d'estudi de la conca del Canadà era d'uns 3.800 metres. Un altre estudi, aquesta vegada en un canyó a la part occidental del mar de Groenlàndia a una profunditat d'uns 3.200 metres  va trobar que E. glacialis de vegades era present amb una abundància de fins a 60 individus per metre quadrat. S'alimenta de dipòsits i la seva abundància pot reflectir diferències en la disponibilitat d'aliments en els sediments.